# Эймос, Брюс
Брюс Эймос (англ. Bruce Amos; род. 30 декабря 1946, Торонто) — канадский шахматист, международный мастер (1969).
Окончил Йельский университет (доктор математики).

## Шахматная карьера
Неоднократный участник чемпионатов Канады по шахматам. Лучшее достижение — делёж 4-6 мест чемпионата 1969 года.
В составе национальной сборной участник следующих соревнований:
- 18-й командный чемпионат мира среди среди студентов (1971) в г. Маягуэсе (Пуэрто-Рико). Команда Канады заняла 3-е место.
- 3 олимпиады (1970—1972, 1976).

## Таблица результатов
| Год  | Город  | Турнир         | + | − | = | Результат | Место |
| ---- | ------ | -------------- | - | - | - | --------- | ----- |
| 1970 | Зиген  | 19-я Олимпиада | 7 | 2 | 4 | 9 из 13   |       |
| 1972 | Скопье | 20-я Олимпиада | 6 | 0 | 9 | 10½ из 15 |       |
| 1976 | Хайфа  | 22-я Олимпиада | 4 | 3 | 3 | 5½ из 10  |       |

## Изменения рейтинга
| Графики недоступны из-за технических проблем. См. информацию на Фабрикаторе и на mediawiki.org. |